# Sỏi núi lửa

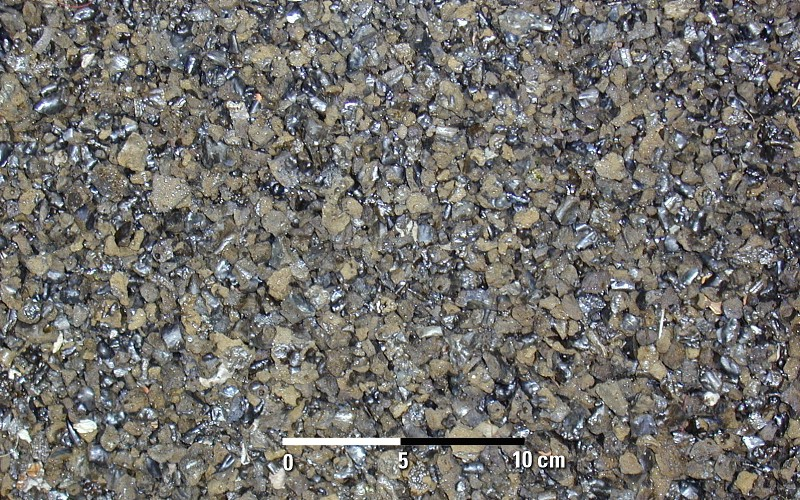
Sỏi núi lửa ở núi lửa Kīlauea.

Sỏi núi lửa (chữ Anh: Lapilli) là vật mạt vụn núi lửa có đường kính ở vào khoảng giữa 2 - 64 milimét, sỏi núi lửa có hình trạng bất quy tắc hoặc gần hơn hình tròn. Sản vật chủ yếu là dung nham sau khi nổ vỡ, lúc chúng nó đang vọt lên lại thêm rơi về mặt đất, có cái đã ngưng kết thành chất rắn, có cái vẫn bảo toàn trạng thái nóng chảy hoặc nửa nóng chảy, không có ngoại hình có thể làm thành đặc trưng, thường tích tụ chất đống ở chung quanh miệng núi lửa, là nguyên liệu trọng yếu tạo thành nón núi lửa. Sỏi núi lửa mà hạt viên khá nhỏ, cũng gọi là cát núi lửa.

## Giới thiệu giản lược

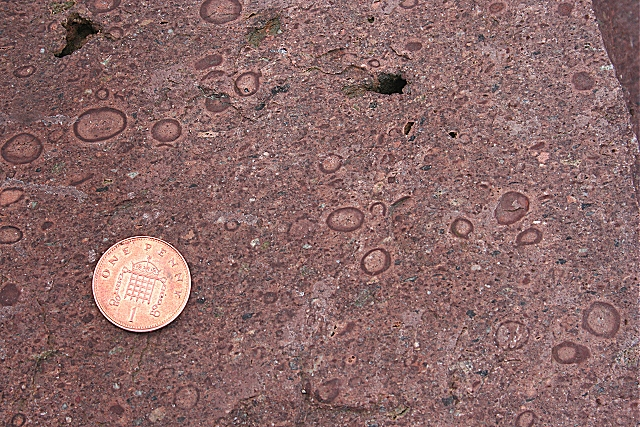
Sỏi núi lửa tăng sinh ở Đại Trung nguyên sinh.

Một ít sỏi núi lửa cùng nguồn do vật phun ra mắc-ma tươi mới hợp thành, đường kính hạt viên 2 – 64 mm, nhưng mà một ít sỏi núi lửa khác thì do nham thạch đã cố kết cùng nguồn hoặc khác nguồn ở thời kì đầu hợp thành, vẫn có một ít thì bay ở trong trời cao do tro núi lửa bazan từng bước một tăng lớn lên mà thành nên. Sỏi núi lửa có hình trạng bất quy tắc hoặc gần hơn hình tròn, được chia làm: bã núi lửa, đá bọt, sỏi núi lửa ngoại gia hoặc đậu núi lửa, sỏi núi lửa kết tinh, tóc núi lửa và nước mắt núi lửa, v.v
Mặt khác vẫn có, một thứ sỏi núi lửa được gọi là sỏi núi lửa tăng sinh (accretionary lapilli), phạm vi đường kính của nó cũng là vào khoảng 2 – 64 mm, cái đặc thù của nó ở chỗ nó là hình cầu, là do tro núi lửa nhỏ mịn dính kết từng tầng một mà thành nên.

## Hình thành
Lực phồng to ra, lực va chạm và lực phun bắn của chất khí đem vật chất mắc-ma đã gặp lạnh ngưng kết hoặc gặp lạnh một nửa rồi ngưng kết ở dưới mặt đất phá nổ đập vụn và lại ném bắn ra ngoài mắc-ma chưa gặp lạnh ngưng kết thì trở thành khối ngưng kết hoặc giọt nhỏ tí bị bắn tung toé ra ngoài, gặp lạnh ngưng kết ở trong trời cao biến thành chất rắn, ngoài đó ra, nham thạch chung quanh cũng có thể bị phá nổ đập vụn và ném ra ngoài. Tất cả 3 loại vật chất này đã biến thành sản vật chất rắn lúc núi lửa bạo phát, gọi chung là vật mạt vụn núi lửa. Vật mạt vụn núi lửa chiếu theo tính chất và kích cỡ của nó, có thể chia làm tro núi lửa, sỏi núi lửa, bã núi lửa, đạn núi lửa và khối núi lửa.

## Đậu núi lửa
Đậu núi lửa (chữ Anh: volcanic pisolite) là chỉ sỏi núi lửa, phần nhiều là tro núi lửa theo sau mưa rơi xuống, nương tựa tập hợp giọt mưa mà thành nên, cũng có khả năng là quả banh cầu nhỏ mà lấy thứ mạt vụn nào đó làm trung tâm, lăn quay ở mặt đất hoặc tụ họp hạt cực kì nhỏ của tro núi lửa mà kết thành. Nó sai biệt với vật mạt vụn núi lửa khác ở chỗ có sẵn cấu tạo đồng tâm. Đậu núi lửa ngưng kết cùng nhau theo với tro núi lửa gọi là đá túp hình dạng đậu.